# Lukas Jung
Lukas Simon Jung (* 11. September 2004 in Hamburg) ist ein deutscher Eishockeyspieler, der seit Juli 2024 bei den Ravensburg Towerstars aus der DEL2 unter Vertrag steht und dort auf der Position des Verteidigers spielt.

## Karriere
Lukas Jung spielte ab 2018 im Nachwuchs des Iserlohner EC. In der Saison 2021/22 verbrachte er etwa ein halbes Jahr beim Wings HC Arlanda in Schweden. Nach seiner Rückkehr wurde er von den Iserlohn Roosters im September 2022 mit einem Profi-Vertrag ausgestattet. Am 30. Oktober 2022 stand er erstmals bei einem Spiel in der Deutschen Eishockey Liga im Line-up. Den Großteil der Saison verbrachte er jedoch per Förderlizenz beim Herner EV in der Oberliga sowie im U20-Team der Young Roosters, mit dem ihm der Aufstieg in die Deutsche Nachwuchsliga (DNL) gelang. 
In der Spielzeit 2023/24 blieb er ohne Einsatz für die Roosters in der DEL und spielte stattdessen in der DNL sowie bei den Oberliga-Kooperationspartnern in Herne und Hamm. Vor der Spielzeit 2024/25 wurde der Vertrag, der Jung noch drei Jahre an die Roosters gebunden hätte, einvernehmlich vorzeitig beendet und er schloss sich im Juli 2024 den Ravensburg Towerstars aus der DEL2 an.

## Erfolge und Auszeichnungen
- 2023 Aufstieg in die Deutsche Nachwuchsliga mit dem Iserlohner EC

## Karrierestatistik
Stand: Ende der Saison 2024/25
(Legende zur Spielerstatistik: Sp oder GP = absolvierte Spiele; T oder G = erzielte Tore; V oder A = erzielte Assists; Pkt oder Pts = erzielte Scorerpunkte; SM oder PIM = erhaltene Strafminuten; +/− = Plus/Minus-Bilanz; PP = erzielte Überzahltore; SH = erzielte Unterzahltore; GW = erzielte Siegtore; 1 Play-downs/Relegation; Kursiv: Statistik nicht vollständig)